# بیورد (کرمان)
بیوَرد در شاهنامه نام مرزبان کرمان است. هنگامی که خسروپرویز در آذربادگان بود، شماری از مرزبانان ایران برای یاریش به او پیوستند. از جمله از شیراز، سام اسفندیار و از کرمان، بیورد در آذربادگان با خسروپرویز همراه شدند.
فردوسی در بیت زیر، از بیورد، چنین به نیکی یاد کرده‌است:
| ز کرمان چو بیورد گُرد و سوار |  | ز شیراز چون سام اسفندیار |